# Стараја Ладога
Стараја Ладога (рус. Старая Ладога) насељено је место са административним статусом села на северозападу европског дела Руске Федерације. Налази се у централном делу Лењинградске области и административно припада Волховском рејону.
Насеље су око 753. године основали варјашки трговци и све до 950. године био је то један од најважнијих трговачких, али и политичких центара на подручју источне Европе. Према подацима са пописа становништва из 2010. године у селу је живело 2.012 становника. Насеље које се сматра првом легендарном престоницом руске Рјурикове државе 1703. је деградирано у ранг села (након градње лучког града Новаје Ладоге неколико километара северније).

## Географија
Стараја Ладога је смештена на левој обали реке Волхов (део басена језера Ладоге), на месту где се у реку улива њена мањња притока Јелена (позната и као Ладошка) у централним деловима Лењинградске области. Од административног центра рејона града Волхова удаљена је свега око 8 километара у смеру севера.
Кроз село пролази регионални друмски правац А115 Новаја Ладога—Волхов—Кириши—Зујево.

## Демографија
Према подацима са пописа становништва 2010. у селу је живело 2.012 становника.
| 1939. | 1959. | 1970. | 1979. | 1989. | 2002. | 2010. |
| ----- | ----- | ----- | ----- | ----- | ----- | ----- |
| 903   | 1,035 | ---   | ---   | 2,305 | 2,289 | 2,012 |